# 9 vendémiaire
9 jour complémentaire 9 brumaire
Le nonidi 9 vendémiaire, officiellement dénommé jour du panais, est le 9e jour de l'année du calendrier républicain.
C'était généralement le 30e jour du mois de septembre dans le calendrier grégorien.